# Загорье (Никловичский старостинский округ)
Загорье (укр. Загір'я) — село в Рудковской городской общине Самборского района Львовской области Украины.
Население по переписи 2001 года составляло 177 человек. Занимает площадь 3,257 км². Почтовый индекс — 81430. Телефонный код — 3236.

## История
В 1946 году указом ПВС УССР село Голодовка переименовано в Загорье.